# 웰링통 넹
웰링통 시우바 산셰스 아기아르(포르투갈어: Wellington Silva Sanches Aguiar, 1989년 6월 5일 ~ )는 짧게는 웰링통 넹(포르투갈어: Wellington Nem)라고도 불리는 브라질의 축구 선수로, 포지션은 공격수다. 2022년 현재 아로카에서 활약하고 있다.

## 선수 경력

### 피게이렌시
웰링통 넹은 브라질 리우데자네이루에서 태어났다. 플루미넨시 FC에서 본격적인 프로 생활을 시작했으며, 프로 첫해였던 2011년 피게이렌시 FC로 임대되었다. 세컨드 스트라이커로써 9골을 기록하였고, 브루누 코르테스와 레안드루 다미앙을 제치고 2011년 브라질 리그 올해의 신인상을 수여받았다.

### 플루미넨시
2012년 플루미넨시로 돌아온 넹은 주로 세컨드 스트라이커 혹은 왼쪽 윙어로 활약하였다. 34경기에서 6골과 8개의 도움을 기록하며, 플루미넨시에서의 첫번째 시즌을 성공적으로 마쳤다.

### 샤흐타르 도네츠크
2013년 여름 웰링통 넹은 8,000만 유로의 이적료로, 우크라이나의 명문팀 FC 샤흐타르 도네츠크와 5년 계약에 합의하였다. 초기에 많은 기대를 받았으나 부상 등으로 인해 2013-14 시즌 내내 140분만 출전하는 데에 그쳤다. 그 다음 시즌에도 나아지는 것 없이 진행되었으며, 샤흐타르 도네츠크의 UEFA 챔피언스리그 명단에서조차 제외되었다.

### 상파울루 FC
2017년 웰링통 넹은 캄페오나투 브라질레이루 세리이 A의 상파울루 FC로 임대되었다.

## 선수 기록
2017년 7월 26일 기준
| 선수 기록       | 선수 기록         | 선수 기록       | 리그 | 리그 | FA컵 | FA컵 | 리그컵 | 리그컵 | 대륙대회 | 대륙대회 | 총합 | 총합 |
| 시즌            | 구단              | 디비전          | 출장 | 득점 | 출장 | 득점 | 출장   | 득점   | 출장     | 득점     | 출장 | 득점 |
| 브라질          | 브라질            | 브라질          | 리그 | 리그 | FA컵 | FA컵 | 주리그 | 주리그 | 대륙대회 | 대륙대회 | 총합 | 총합 |
| --------------- | ----------------- | --------------- | ---- | ---- | ---- | ---- | ------ | ------ | -------- | -------- | ---- | ---- |
| 2011            | 피게이렌시 (임대) | 세리이 A        | 26   | 9    | -    | -    | 3      | 1      | -        | -        | 29   | 10   |
| 2012            | 플루미넨시        | 세리이 A        | 27   | 6    | -    | -    | 14     | 3      | 7        | 0        | 48   | 9    |
| 2013            | 플루미넨시        | 세리이 A        | 1    | 1    | -    | -    | 9      | 5      | 9        | 1        | 19   | 7    |
| 우크라이나      | 우크라이나        | 우크라이나      | 리그 | 리그 | FA컵 | FA컵 | 주리그 | 주리그 | 대륙대회 | 대륙대회 | 총합 | 총합 |
| 2013-14         | 샤흐타르 도네츠크 | UPL             | 5    | 1    | -    | -    | -      | -      | 0        | 0        | 5    | 1    |
| 2014-15         | 샤흐타르 도네츠크 | UPL             | 8    | 3    | 5    | 1    | -      | -      | 2        | 0        | 15   | 4    |
| 2015-16         | 샤흐타르 도네츠크 | UPL             | 9    | 2    | 6    | 2    | -      | -      | 5        | 0        | 20   | 4    |
| 2016-17         | 샤흐타르 도네츠크 | UPL             | 7    | 0    | 0    | 0    | -      | -      | 3        | 0        | 10   | 0    |
| 2017            | 상파울루 (임대)   | 세리이 A        | 9    | 1    | 4    | 0    | 8      | 0      | 1        | 0        | 22   | 1    |
| 브라질 통산     | 브라질 통산       | 브라질 통산     | 63   | 17   | 4    | 0    | 34     | 9      | 17       | 1        | 118  | 27   |
| 우크라이나 통산 | 우크라이나 통산   | 우크라이나 통산 | 29   | 6    | 11   | 3    | 0      | 0      | 10       | 0        | 50   | 9    |
| 커리어 통산     | 커리어 통산       | 커리어 통산     | 91   | 23   | 15   | 3    | 34     | 9      | 27       | 1        | 168  | 36   |

## 수상

### 구단

#### 플루미넨시
- 캄페오나투 브라질레이루 세리이 A : 2012
- 캄페오나투 카리오카 : 2012

#### 샤흐타르 도네츠크
- 우크라이나 프리미어리그 : 2013-14